# زنجیرهای ناپیدا
زنجیرهای ناپیدا (ایتالیایی: Catene invisibili) یک فیلم درام ایتالیایی به کارگردانی ماریو ماتولی است که در سال ۱۹۴۲ منتشر شد.

## بازیگران
- آلیدا والی
- کارلو نینچی
- جودیتا ریسونه
- آندره‌آ ککی
- یونه مورینو
- کارلو کامپانینی
- لوئیجی آلمیرانته
- آدا دوندینی
- آرماندو میلیاری
- آرتورو براگالیا
- چزاره فانتونی
- چیرو براردی
- رناتو مالاواسی
- اومبرتو اسپادارو
- جووانی چیمارا
- نینو مارکزینی
- آگوستو مارکاچی
- اورسته فارِس
- جووانی دلفینی